# 툴룬 왕조
툴룬 왕조 (아랍어: الطولونيون)는 튀르크족 출신의 왕조였으며, 시리아 대부분뿐만 아니라 이집트 지역을 통치하는 최초의 독립 왕조였다. 868년부터 아바스왕조가 툴룬왕조 영역을 다시 통제하는 905년까지 중앙 권력으로부터 독립하였다.
9세기 후반, 아바스의 내부 갈등으로 제국의 외곽 지역에 대한 통제가 점차 약해져 갔고, 868년에는 튀르크족 아흐마드 이븐 툴룬 (Ahmad ibn Tulun)이 이집트의 독립 총독으로 취임했다. 이어서 그는 아바스 중앙 정부로부터 자치를 얻었다. 그의 통치 기간 동안 (868-884) 툴룬 통치지역은 히자즈, 키프로스 및 크레타는 물론 요르단 계곡까지 확장되었다. 아흐마드 툴룬은 그의 아들 쿠마라와이에게 군사적와 외교적 업적을 계승시켜 중동 정계의 주요 인물로 만들었다. 아바스 칼리프는 툴룬 왕조를 합법적인 통치자로 인정하고, 칼리프의 봉신 지위를 인정했다. 쿠마라야가 사망하자, 그의 후계자는 총독으로서 무력한 통치자로 전락했으며, 투르크족과 흑인 노예 군인들은 아바스 왕조에 충성하게 되었다. 905년 아바스 왕조의 군대가 들어올 때에는 저항도 못하고 칼리프의 통치를 회복하였다.
툴룬왕조 시대는 문화적 측면과 함께 경제 및 행정 개혁이 두드러졌다. 아흐마드 이븐 툴룬은 과세 시스템을 변경하고 상인 거래에 우호적인 정치를 하였다. 그는 또한 군대를 조직하기도 했다. 수도는 Fustat에서 Al-Qata'i로 옮겨 졌는데, 유명한 이븐 툴룬 사원이 건립되었다.

## 역사

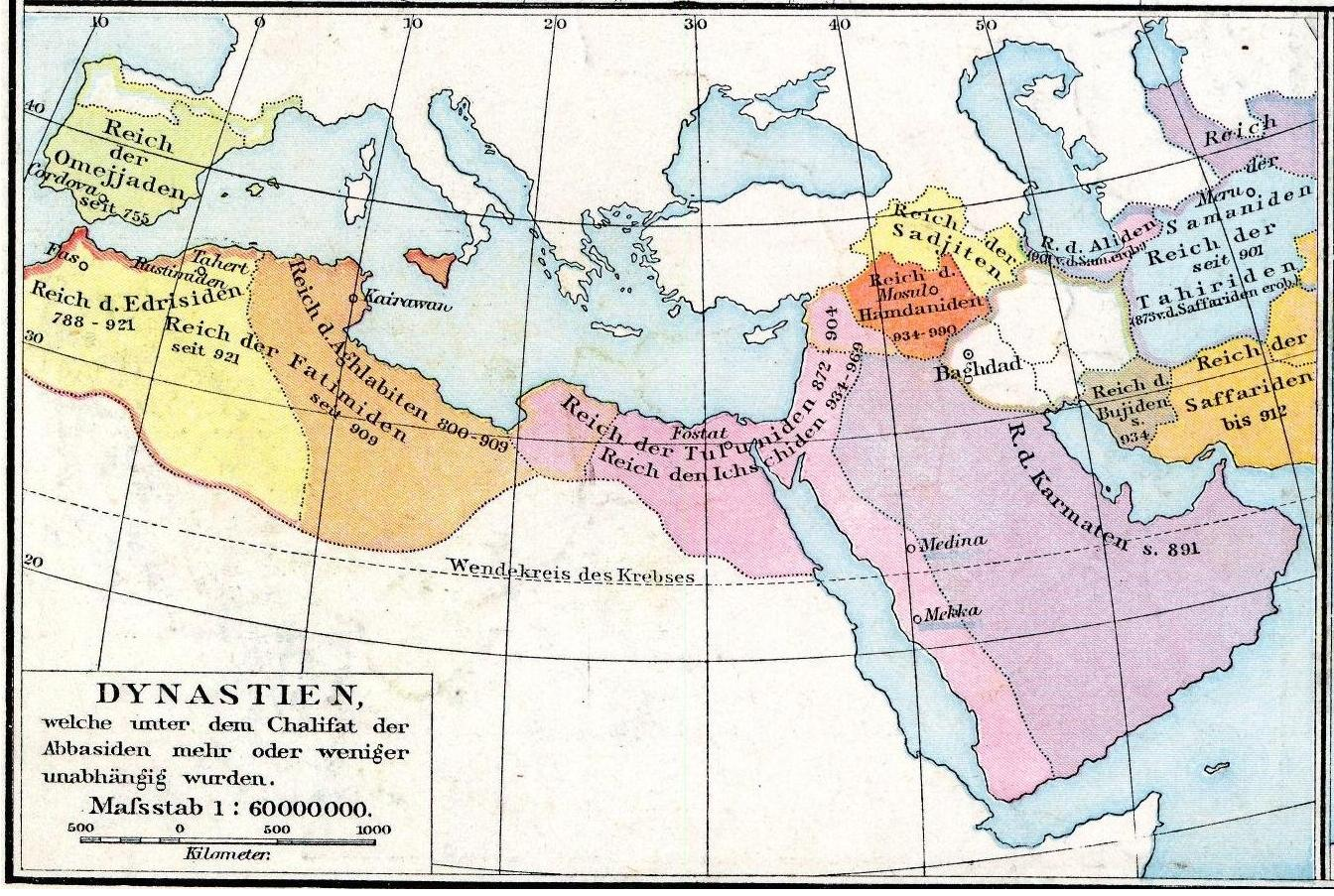
9 세기와 10 세기에 아바스 왕조의 분열지도

압바스 칼리프의 내부 정치는 불안정했다. 870년, 알 무아파크는 메카의 망명에서 돌아와 남부의 이라크에 대한 아바스 왕조의 권위를 다시 세운다. 그리고 그는 재빨리 칼리프의 섭정이 되었다. 정세의 불확실성으로, 아흐마드 이븐 툴룬도 그의 권위를 세우고 세력을 확장 할 수 있었다. 따라서 툴룬의 지역 권력을 확보하며, 아바스 왕조에게 방해받지 않게 되었다. 따라서 툴룬왕조는 아글라브 토후국이나와 타히르 토후국 등 이슬람 세계의 다른 9 세기 왕조와 비교 될 수있다.

### 쇠퇴
쿠마라와이의 아들 아불 아카시르(Jaysh라고도 함)는 권력을 얻자마자 896년 툴룬 군사 명령에 의해 면직되었다. 그는 그의 형제, 하룬이 자리를 계승했다. 그가 8년 동안 통치했지만 왕조를 다시 살릴 수는 없었다. 결국 아바스 제국이 시리아를 회복하고 이집트를 침략 할 위기에 처하자 904년에 암살 당하고 말았다. 삼촌 샤이반 이븐 아흐마드가 하룬을 이어 받았지만 그 역시 타르수스의 다미안의  해군 병력 지원을 받았다 버텼으나, 무함마드 이븐 술라이만 알 카티브가 지휘하는 아바스 군의 침략에 대항할 수 없었다. 결국 툴룬 왕조는 멸망하게 되었다.

## 문화

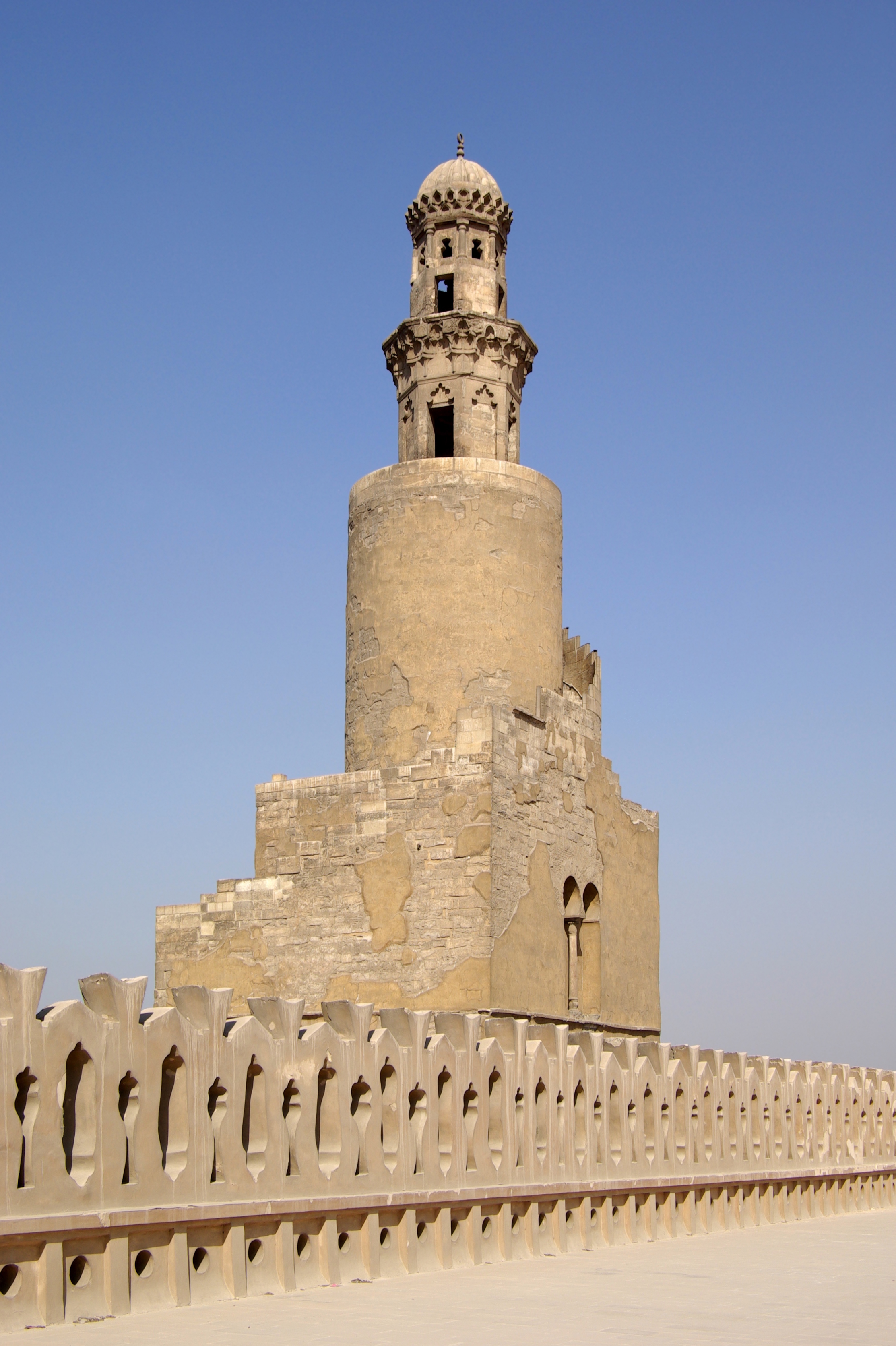
툴룬 왕조 시대의 가장 큰 건물 인 이븐 툴룬 모스크의 미나렛.

## 같이 보기
- 수니파 무슬림 왕조 목록

### 주변 국가
- 아바스 왕조
- 비잔틴 제국
- 마쿠리아
- 루스탐 왕조

### 툴 루니 드 아미르
| 제목 이름                                                          | 개인 이름                                                    | 군림         |
| ------------------------------------------------------------------ | ------------------------------------------------------------ | ------------ |
| 알 무타미드 칼리파 당시 아바스 왕조로부터 사실상 자치.             |                                                              |              |
| 아미르 أمیر                                                        | 아흐마드 이븐 툴룬 أحمد بن طولون                             | 868 - 884 CE |
| 아미르 أمیر 아부 '제이 쉬 ابو جیش                                  | 쿠마라와이 이븐 아흐마드 툴룬 </br> خمارویہ بن أحمد بن طولون | 884 - 896 CE |
| 아미르 أمیر 아부 '아쉬 르 ابو العشیر 아부 '아사 키르 ابو العساكر   | 제이쉬 이븐 쿠마라와이 جیش ابن خمارویہ بن أحمد بن طولون      | 896 CE       |
| 아미르 أمیر 아부 무사 ابو موسی                                     | 하룬 이븐 쿠마라와이 ہارون ابن خمارویہ بن أحمد بن طولون      | 896 - 904 CE |
| 아미르 أمیر 아부 마누 키브 ابو المناقب                             | 샤이 반 이부 아마드 이븐 툴룬 شائبان بن أحمد بن طولون        | 904 - 905 CE |
| 알 무크타피 칼리파 당시 무함마드 이븐 술라이만 장군에 의해 재 정복 |                                                              |              |

## 참고 문헌
- Behrens-Abouseif, Doris (1989). " 카이로의 초기 이슬람 건축 ". 카이로의 이슬람 건축 : 소개 . 라이덴; 뉴욕 : EJ Brill.
- Bianquis, Thierry, Guichard, Pierre et Tillier, Mathieu (ed. ), Les débuts du monde musulman (VII e -X e siècle). De Muhammad aux dynasties autonomes, Nouvelle Clio, Presses Universitaires de France, 파리, 2012.
- Gordon, M.S. (1960–2005). 〈Ṭūlūnids〉. 《The Encyclopaedia of Islam, New Edition》. Leiden: E. J. Brill.
- Haarmann, U. (1960–2005). 〈Ḵh̲umārawayh b. Aḥmad b. Ṭūlūn〉. 《The Encyclopaedia of Islam, New Edition》. Leiden: E. J. Brill.
- Hassan, Zaky M. (1960–2005). 〈Aḥmad b. Ṭūlūn〉. 《The Encyclopaedia of Islam, New Edition》. Leiden: E. J. Brill.
- "Tulunid 왕조", 새로운 Encyclopædia Britannica (개정 Ed 판). (2005). Encyclopædia Britannica, Incorporated. ISBN 978-1-59339-236-9 ISBN   978-1-59339-236-9
- Rapoport, Yossef. "초기 이슬람 이집트의 결혼 선물", 이슬람 법과 사회, 7 (1) : 1-36, 2000.

- Tillier, Mathieu (présenté, traduit et annoté par). Vies des cadis de Miṣr (257 / 851-366 / 976). Extrait du Raf'al-iṣr 'an quḍāt Miṣr d' Ibn Ḥağar al-'Asqalānī , Institut Français d' Archéologie Orientale (Cahier des Annales Islamologiques, 24), 카이로, 2002. ISBN 2-7247-0327-8 ISBN   2-7247-0327-8
- 틸리에, 마티유. «ūūlūnids 및 Ikhshīids 아래 Fusṭāṭ-Miṣr의 Qāḍīs : 사법 및 이집트 자치», 미국 동양 사회의 저널, 131 (2011), 207-222. 온라인 : https://web.archive.org/web/20111219040853/http://halshs.archives-ouvertes.fr/IFPO/halshs-00641964/fr/